# Guns of Darkness
Guns of Darkness  (br Ato de Misericórdia) é um filme britânico de 1962, em preto e branco, do gênero drama, dirigido por Anthony Asquith, roteirizado por John Mortimer, baseado no livro Act of Mercy de Francis Clifford, e com música de  Benjamin Frankel.

## Sinopse
Em um país latino, após um golpe militar, um casal britânico vê-se em fuga para a fronteira, socorrendo o presidente deposto. 

## Elenco
- David Niven ....... Tom Jordan
- Leslie Caron ....... Claire Jordan
- David Opatoshu ....... Presidente Rivera
- James Robertson Justice ....... Hugo Bryant
- Eleanor Summerfield ....... Mrs. Bastian
- Ian Hunter ....... Dr. Swann
- Derek Godfrey ....... Hernandez
- Richard Pearson ....... Bastian
- Sandor Elès ....... Tenente Gomez
- Steven Scott ....... Gabriel
- Tutte Lemkow ....... primo de Gabriel
- Dorita Sensier ....... Cantora do clube noturno
- John Carson ....... Primeiro oficial
- Ali Nagi ....... menino índio
- Barry Shawzin ....... General Zoreno